# Happy Home
"Happy Home" er en single af den danske DJ Hedegaard, med vokaler af Lukas Graham.

## Udgivelse og baggrund
Sangen udkom den 10. marts 2014. Hedegaard er både komponisten bag sangen, og har også produceret den, med lyrik af Lukas Forchhammer.

## Medierne
I 2014 blev singlen "Happy Home", hvor Lukas Graham Forchhammer medvirker, ugens uundgåelige på P3. Den kom desuden i A rotation på flere danske radioer, her i blandt The Voice og Radio ANR. På salg og streaming formåede den at ligge #1 på både iTunes og Spotify i flere uger i Danmark og har nu over 23 millioner streams (19/11/2014).
Lukas og Hedegaard optrådte til årets danske P3 Guld i DR's koncertsal med sangen. De tog også til Oslo og optrådte foran 100.000 mennesker live med dertil hørende seere til VG-lista den 20/06/2014.
Fredag den 5. september 2014 optrådte de med "Happy Home" i det norske talkshow "Senkveld med Thomas og Harald", hvilket medførte en #1 placering på den norske iTunes og 3x platin på streaming i Norge.

## Hitlister og certifikationer
| Hitliste (2014)             | Højeste placering |
| --------------------------- | ----------------- |
| Danmark (Track Top-40)      | 1                 |
| Norge (VG-lista)            | 4                 |
| Sverige (Sverigetopplistan) | 40                |

| Land | Certificering | Salg       |
| --- | ------------- | ---------- |
| Danmark (IFPI Danmark) | Guld          | 15.000^    |
| Streaming |               |            |
| Danmark (IFPI Danmark) | 3× Platin     | 7.800.000^ |
| *Salgstal baseret på certificering alene. · ^Forsendelsestal baseret på certificering alene. · xUspecificerede tal baseret på certificering alene. · Salgstal+streamingtal baseret på certificering alene. |               |            |